# Ronaldo Araya
Luis Ronaldo Araya Hernández (Turrialba, Cartago, Costa Rica, 3 de agosto de 1999) es un futbolista costarricense que juega como mediocentro ofensivo en el C. S. Herediano de la Primera División de Costa Rica.

## Trayectoria

### C. S. Cartaginés
Debutó en la Primera División de Costa Rica el 30 de julio de 2017 contra UCR Fútbol Club, ingresó de cambio al minuto 79 en el empate 0-0. En su primera experiencia con los brumosos disputó 4 partidos.
En la temporada 2018-19, Araya obtiene mayor protagonismo, su primer gol sucedió el 31 de marzo de 2019 contra C. S. Herediano, al minuto 13 realizaba su primera anotación de su carrera, el encuentro finalizó con victoria 2-1 para el C. S. Cartaginés.
El C. S.  Cartaginés se posicionó en la tercera posición con 34 puntos en el Torneo Clausura 2022 con el derecho de clasificar a semifinales. En semifinales, Araya se enfrentaba al C. S. Herediano en el que disputó 64 minutos en la victoria 1-0. En la vuelta, Araya disputó 45 minutos en el empate 1-1, mientras en el marcador global, el C. S. Cartaginés ganaba 2-1, lográndose clasificar a la final. Ronaldo Araya tuvo su primera final en su carrera futbolística contra la L. D. Alajuelense en el que disputó 55 minutos en el empate 0-0. En el siguiente partido, Araya disputó 10 minutos, ingresando al minuto 80, el marcador se encontraba 1-0 a favor de la L. D. Alajuelense al minuto 85 aparece Marcel Hernández con la anotación brumosa para después finalizar 1-1 en el marcador, teniéndose que definir el nuevo monarca en una gran final. En la gran final, Araya disputó 53 minutos de la ida con la victoria brumosa 1-0. En el siguiente partido, Araya ingresó al minuto 54, cuatro minutos después cae el gol de la L. D. Alajuelense, dados los tiempos extras, al minuto 105, aparece Arturo Campos y de una manera dramática pone el marcador 1-1, el encuentro terminó 1-1, mientras globalmente el C. S. Cartaginés lograba ganar 2-1, y de una manera dramática, Ronaldo Araya junto al equipo veterano el C. S. Cartaginés conseguía de manera dramática e histórica el cuarto cetro después de 81 años de sequía, siendo este para Araya su primer título histórico.
En la temporada 2022-23, el 16 de julio de 2023, Araya disputó la Supercopa de Costa Rica contra el C. S. Herediano, en el que jugó 76 minutos en la derrota brumosa 0-2.
Araya disputó por primera vez un torneo internacional como lo fue la Liga Concacaf, el 25 de agosto de 2022, Araya se enfrentó ante el Real España en el que fue alineado como jugador titular disputando todo el partido en la derrota brumosa 0-2, siendo eliminados en el marcador global 0-4.
Debutó en el Torneo de Copa de Costa Rica contra Municipal Turrialba el 15 de noviembre de 2022, alineado como titular disputó los 90 minutos del encuentro, con victoria 0-1. En el juego de vuelta, Araya disputó los 21 minutos, el C. S. Cartaginés logró vencer al Municipal Turrialba en el marcador global 2-0, logrando avanzar a cuartos de final. El C. S. Cartaginés, logró avanzar la final, Araya se enfrentó en el clásico rival, el Club Sport Herediano, disputó los 90 minutos en la derrota 2-1. En el juego de vuelta se disputó en el Estadio José Rafael "Fello" Meza, al minuto 3, Michael Barrantes abrió el marcador, dos minutos después, Araya ponía el segundo tanto, en el que disputó 63 minutos en la victoria 2-0, mientras en el marcador global finalizaba 3-2, logrando obtener el título del Torneo de Copa, siendo este su segundo título del año 2022.
El 23 de mayo de 2023, se oficializó la salida del conjunto blanco azul.

### C. S. Herediano
El 23 de mayo de 2023, se oficializó la llegada al C. S. Herediano. El 18 de julio, Ronaldo debutó en la Supercopa de Costa Rica contra el Deportivo Saprissa, en el que realizó su ingreso al minuto 67, el encuentro finalizó con la derrota 1-0. El 25 de julio, el C. S. Herediano disputó el partido inaugural de la liga costarricense contra el equipo debutante Municipal Liberia, Ronaldo fue alineado como titular, realizando el primer gol del campeonato al minuto 4, realizando un doblete al minuto 15, teniendo participación en un tercer gol al minuto 27 y Araya provocó un penal a favor al minuto 56, cobrado por Elías Aguilar, Araya disputó la totalidad de minutos por la victoria 1-4.

## Selección nacional

### Categorías inferiores
Disputó el Campeonato Sub-20 de la Concacaf de 2018 representando a la selección sub-20 de Costa Rica para lograr buscar la clasificación a la Copa Sub-20 de 2019. En la primera fecha del torneo, Araya se enfrentó contra Bermudas, en el que fue alineado como titular realizando un doblete en el partido a los minutos 19 y 39, fue sustituido al minuto 56 en la victoria costarricense 5-0. En la segunda fecha, Araya se enfrentaba contra Barbados, alineado como titular, dio su anotación al minuto 82, finalizando el encuentro 0-2 a favor de Costa Rica. En el tercer partido se enfrentaban contra Haití, Araya disputó 81 minutos en la victoria costarricense 1-0. En el cuarto partido, Araya fue suplente contra Santa Lucía en la victoria 0-6. Clasificados como líder del grupo E con 12 puntos, Costa Rica avanzaba a la fase clasificatoria, Araya se enfrentaba a Honduras en el que completó los 90 minutos en el empate 1-1. En el siguiente partido se enfrentaban contra Estados Unidos, Araya disputó 51 minutos en la derrota 4-0, sin lograr clasificar a la Copa Mundial Sub-20 de 2019.

#### Participaciones internacionales
| Competición                              | Sede           | Resultado | Partidos | Goles |
| ---------------------------------------- | -------------- | --------- | -------- | ----- |
| Campeonato Sub-20 de la Concacaf de 2018 | Estados Unidos | Eliminado | 5        | 3     |

### Selección absoluta
El 18 de enero fue convocado a la selección de Costa Rica por el técnico Gustavo Matosas. El 2 de febrero, Araya debutó contra la selección de Estados Unidos en un partido amistoso, fue alineado como jugador titular, disputando 58 minutos en la derrota 0-2. En el siguiente partido amistoso fue el 23 de marzo contra Guatemala, Araya ingresó al terreno de juego al minuto 81 por Joel Campbell en la derrota 1-0. En su tercer partido amistoso ocurrió en el 27 de marzo contra Jamaica ingresó al terreno de juego al minuto 79 por Joel Campbell en la victoria costarricense 1-0.
El 21 de agosto de 2021, fue convocado por el técnico colombiano Luis Fernando Suárez en un partido amistoso contra la selección de El Salvador, Araya ingresó al terreno de juego al minuto 77 por Barlon Sequeira en el empate 0-0.

## Estadísticas

### Clubes
Actualizado al último partido jugado el 9 de marzo de 2024.
| Club                          | Div.          | Temporada     | Liga  | Liga  | Liga   | Copas nacionales | Copas nacionales | Copas nacionales | Copas internacionales | Copas internacionales | Copas internacionales | Total | Total | Total  |
| Club                          | Div.          | Temporada     | Part. | Goles | Asist. | Part.            | Goles            | Asist.           | Part.                 | Goles                 | Asist.                | Part. | Goles | Asist. |
| ----------------------------- | ------------- | ------------- | ----- | ----- | ------ | ---------------- | ---------------- | ---------------- | --------------------- | --------------------- | --------------------- | ----- | ----- | ------ |
| C. S. Cartaginés · Costa Rica |               |               |       |       |        |                  |                  |                  |                       |                       |                       |       |       |        |
| 1.ª                           | 2017-18       | 4             | 0     | 0     | —      | —                | —                | —                | —                     | —                     | 4                     | 0     | 0     |        |
| 1.ª                           | 2018-19       | 17            | 1     | 1     | —      | —                | —                | —                | —                     | —                     | 17                    | 1     | 1     |        |
| 1.ª                           | 2019-20       | 23            | 1     | 0     | —      | —                | —                | —                | —                     | —                     | 23                    | 1     | 0     |        |
| 1.ª                           | 2020-21       | 26            | 1     | 2     | —      | —                | —                | —                | —                     | —                     | 26                    | 1     | 2     |        |
| 1.ª                           | 2021-22       | 46            | 8     | 12    | —      | —                | —                | —                | —                     | —                     | 46                    | 8     | 12    |        |
| 1.ª                           | 2022-23       | 35            | 3     | 9     | 9      | 1                | 2                | 1                | 0                     | 0                     | 45                    | 4     | 11    |        |
| Total club                    | Total club    | 151           | 14    | 24    | 9      | 1                | 2                | 1                | 0                     | 0                     | 161                   | 15    | 26    |        |
| C. S. Herediano · Costa Rica  |               |               |       |       |        |                  |                  |                  |                       |                       |                       |       |       |        |
| 1.ª                           | 2023-24       | 34            | 8     | 9     | 3      | 1                | 0                | 7                | 1                     | 0                     | 44                    | 10    | 9     |        |
| Total club                    | Total club    | 34            | 8     | 9     | 3      | 1                | 0                | 7                | 1                     | 0                     | 44                    | 10    | 9     |        |
| Total carrera                 | Total carrera | Total carrera | 185   | 22    | 33     | 12               | 2                | 2                | 8                     | 1                     | 0                     | 205   | 25    | 35     |
| 1. 2. Fuente:Transfermarkt    |               |               |       |       |        |                  |                  |                  |                       |                       |                       |       |       |        |

### Selección de Costa Rica
Actualizado al último partido jugado el 22 de agosto de 2021.
| Selección                                      | Año | Eliminatorias | Eliminatorias | Eliminatorias | Continental | Continental | Continental | Mundial | Mundial | Mundial | Amistosos | Amistosos | Amistosos | Total | Total | Total  |
| Selección                                      | Año | Part.         | Goles         | Asist.        | Part.       | Goles       | Asist.      | Part.   | Goles   | Asist.  | Part.     | Goles     | Asist.    | Part. | Goles | Asist. |
| ---------------------------------------------- | --- | ------------- | ------------- | ------------- | ----------- | ----------- | ----------- | ------- | ------- | ------- | --------- | --------- | --------- | ----- | ----- | ------ |
| Absoluta · Costa Rica                          |     |               |               |               |             |             |             |         |         |         |           |           |           |       |       |        |
| 2019                                           | —   | —             | —             | —             | —           | —           | —           | —       | —       | 3       | 0         | 0         | 3         | 0     | 0     |        |
| 2021                                           | —   | —             | —             | —             | —           | —           | —           | —       | —       | 1       | 0         | 0         | 1         | 0     | 0     |        |
| Total                                          | 0   | 0             | 0             | 0             | 0           | 0           | 0           | 0       | 0       | 4       | 0         | 0         | 4         | 0     | 0     |        |
| Fuente:Transfermarkt / National Football Teams |     |               |               |               |             |             |             |         |         |         |           |           |           |       |       |        |

## Palmarés

### Títulos nacionales
| Título                         | Equipo           | País       | Año  |
| ------------------------------ | ---------------- | ---------- | ---- |
| Primera División de Costa Rica | C. S. Cartaginés | Costa Rica | 2022 |
| Torneo de Copa de Costa Rica   | C. S. Cartaginés | Costa Rica | 2022 |
| Supercopa de Costa Rica        | C. S. Herediano  | Costa Rica | 2024 |
| Primera División de Costa Rica | C. S. Herediano  | Costa Rica | 2024 |
| Primera División de Costa Rica | C. S. Herediano  | Costa Rica | 2025 |